# Ruisseau de Longues Aygues
Le ruisseau de Longues Aygues est une rivière française qui coule dans le département de Tarn-et-Garonne. C'est un affluent de l'Aveyron en rive gauche, donc un sous-affluent de la Garonne par l'Aveyron puis par le Tarn. 

## Géographie
De 11,4 km de longueur, le ruisseau de Longues Aygues prend sa source sur la commune de Vaïssac et se jette dans l'Aveyron sur la commune de Bioule.

## Départements et communes traversées
- Tarn-et-Garonne : Bioule, Monclar-de-Quercy, Nègrepelisse, Vaïssac.

## Principaux affluents
- Ruisseau de Nègue-Bouts (3,7 km)
- Ruisseau de Terret (2,1 km)
- Ruisseau de la Vayssède (6 km)